# Jan Hable
Jan Hable (* 4. ledna 1989 v Hradci Králové) je bývalý český fotbalový záložník, který ukončil profesionální kariéru ve 27 letech. Na amatérské úrovni působí od roku 2016 v českém klubu FK Náchod a zároveň podniká. Mimo Česko působil na klubové úrovni v Itálii a Řecku.

## Klubová kariéra
S fotbalem začínal v Hradci Králové, kde prošel všemi mládežnickými kategoriemi. V roce 2006 se propracoval do prvního týmu. V roce 2007 přestoupil do italské Florencie. Zde za Fiorentinu nenastoupil k jedinému utkání a po hostování v Baníku Ostrava přestoupil do italského druholigového Ascoli. Poté hrál v řecké Kerkyře, která odkoupila 50 % práv od Ascoli. V únoru 2013 se Jan Hable vyvázal ze smlouvy, neboť řecký klub neplnil své závazky. Arbitrážní soud rozhodl ve hráčův prospěch. Následně přestoupil do Baníku Ostrava. V Baníku odehrál 19 ligových zápasů a v lednu 2014 přestoupil do Hradce Králové, ve kterém začínal profesionální kariéru. V druholigové sezoně 2013/14 postoupil s Hradcem Králové do nejvyšší soutěže. Po roce však klub sestoupil zpět do druhé ligy. V lednu 2016 ukončil ve 27 letech profesionální kariéru po vleklých problémech se zády.
Na amatérské úrovni pokračoval v týmu FK Náchod v krajském přeboru a divizi. V semifinále krajského poháru roku 2018 mu protihráč z Červeného Kostelce přelomil nohu a tak skončil s fotbalem nadobro.

## Reprezentační kariéra
Jan Hable nastupoval za některé mládežnické výběry České republiky (od kategorie do 16 let). S výběrem U17 je vicemistrem Evropy z roku 2006, kde čeští mladíci podlehli ve finále Rusku až v penaltovém rozstřelu.

## Podnikání
Po ukončení fotbalové kariéry začal podnikat, založil si cateringovou a event agenturu "Dodna Party" a také provozuje event bar "Do Sklepa" v Novém Městě nad Metují.